# Ricania tisiphone
Ricania tisiphone är en insektsart som beskrevs av William Lucas Distant 1916. Ricania tisiphone ingår i släktet Ricania och familjen Ricaniidae. Inga underarter finns listade i Catalogue of Life.